# Shehu Idris
Shehu Idris (Zaria, 20 de febrero de 1936 - Kaduna, 20 de septiembre de 2020) fue el 18.º emir Fulani de Zazzau y el presidente del Consejo del Emirato de Zazzau y del Consejo del Emirato del Estado de Kaduna. Ascendió al trono el 8 de febrero de 1975 tras la muerte de Alhaji Muhammadu Aminu, el decimoséptimo Emir de Zazzau.

## Biografía

### Primeros años
Idris nació en la familia de Malam Idrisu Auta, que a veces se llamaba Auta Sambo y Hajiya Aminatu. El padre de Idrisu Auta fue emir de Zazzau Muhammadu Sambo, quien reinó desde c. 1879 a 1888 y el padre de Sambo fue emir de Zazzau Abdulkarimi que reinó desde c. 1834 a 1846.
Idris comenzó su educación con la tutoría de dos eruditos islámicos en Zaria y luego continuó con estudios formales en la escuela primaria Zaria. Estuvo en la escuela primaria desde 1947 hasta 1950, durante este período, el joven Idris perdió a su padre cuando tenía 12 años. Idris continuó su educación coránica y formal y se matriculó en la escuela secundaria Zaria en 1950 y terminó sus estudios en 1955. Luego asistió a Katsina Training College para convertirse en maestro.

### Carrera
En 1958, fue profesor en una escuela en Hunkuyi y luego enseñó en algunas otras escuelas en Zaria. A partir de entonces, dejó la docencia. En la década de 1960, fue secretario privado del difunto emir de Zazzau Muhammadu Aminu, también fue nombrado secretario del consejo de la Autoridad Nativa de Zaria en 1965. En 1973, se le otorgó el título de Dan Madamin Zaria y fue nombrado jefe de distrito de Zaria. 
Idris sucedió al emir Aminu después de su muerte en 1975. El 10 de enero de 2015 celebró sus 40 años de coronación y el 8 de febrero de 2020 celebró sus  50 años de coronación.

### Fallecimiento
Idris celebró su 45 aniversario en el trono en febrero de 2020 y murió el domingo 20 de septiembre de 2020 por la mañana a la edad de 84 años en el hospital 44 de referencia del ejército nigeriano en Kaduna alrededor de las 11 a. m.